# Bett

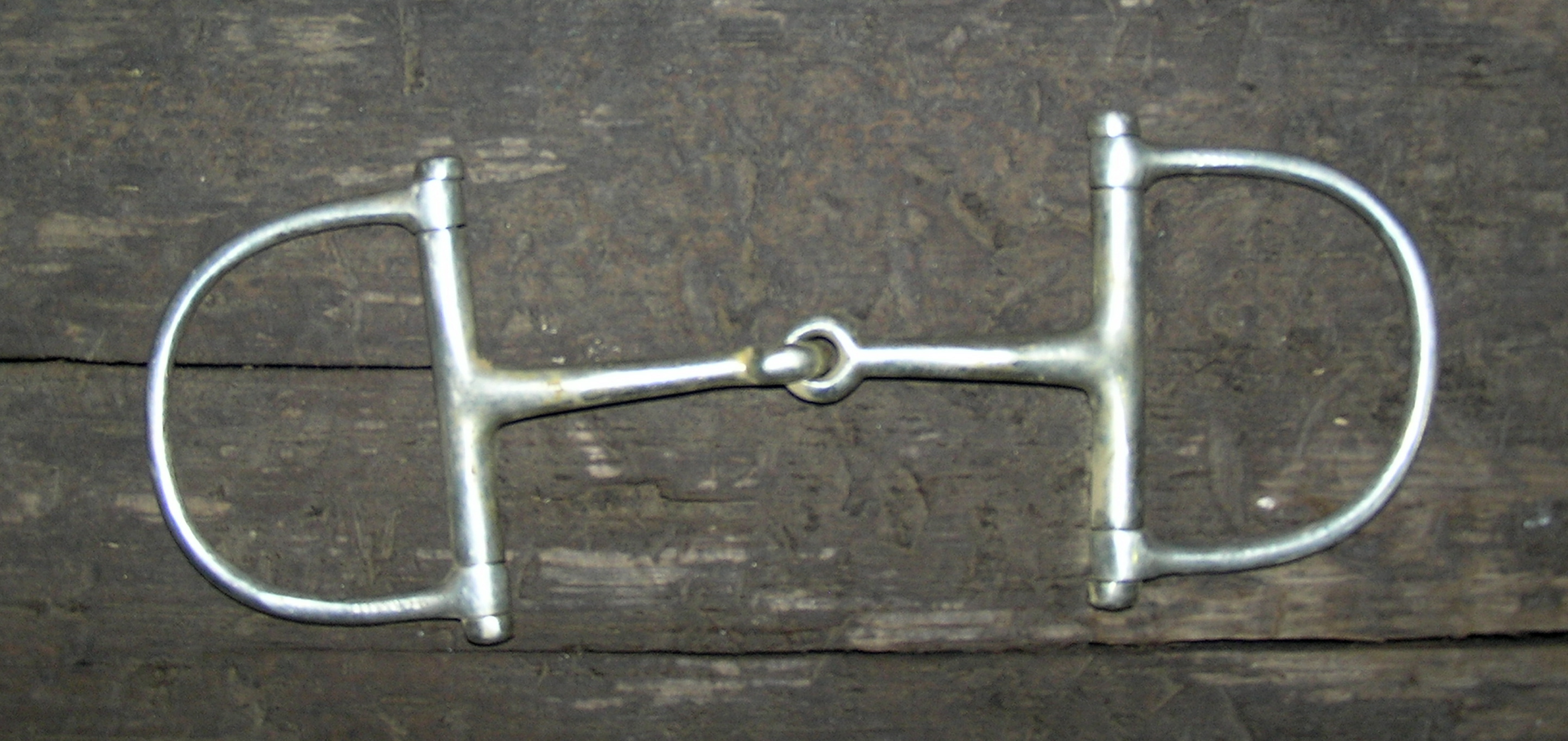
D-ringsbett

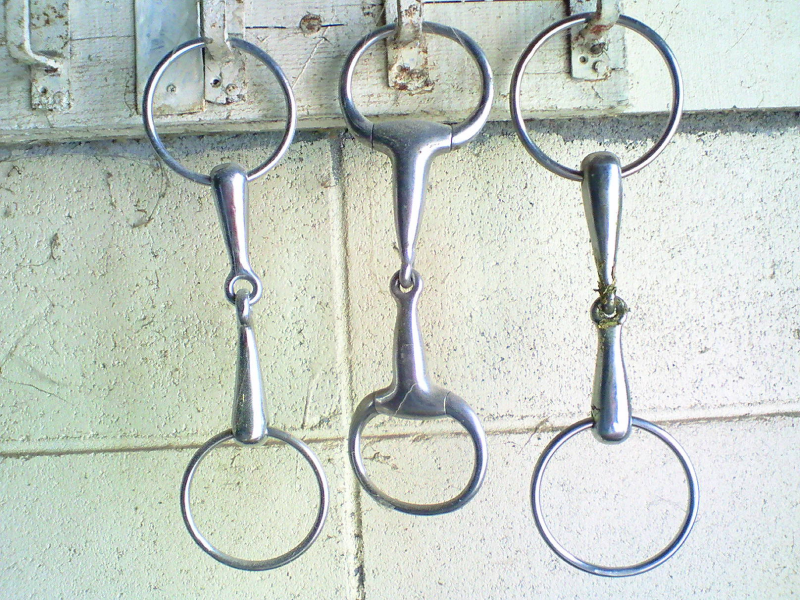
Två två-delade tränsbett och ett eggbett i mitten

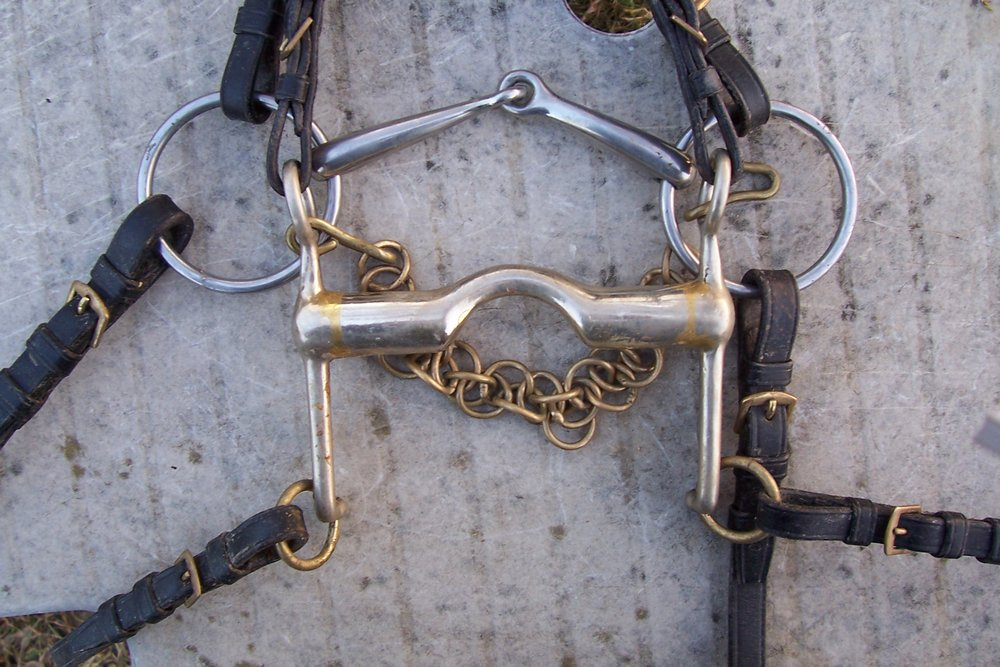
Kandarstång och bridong

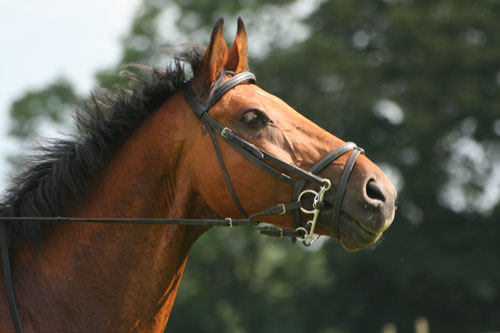
Pelhambett, på denna häst används även ett delta i kombination med bettet

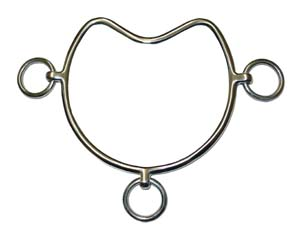
Stigbett

Bett är den del av betslet som sitter i hästens mun. Bettet är oftast gjort av metall men kan även göras av eller täckas med plast eller gummi för att bettet ska bli mjukare/skonsammare. Bettets funktion är att förmedla handens signaler till hästen och för att kunna styra hästen. Bettringarna är ett par ringar på vardera sidan om hästens mun som löper genom bettets yttersidor. Bettringarna fästes i tränsets sidostycken och i tyglarna eller tömmarna.

## Historia
De första betten var ofta gjorda i hårt trä och senare i ben eller horn. Bett i metall användes först runt 1200–1300 f.Kr. I gamla Egypten användes de första ledade betten som verkade på underkäken.

## Typer av bett

### Tränsbett
Tränsbett är den vanligaste sortens bett. Ett tränsbett består av två bettringar med en eller flera metalldelar mellan sig. Tränsbetten kan variera i tjocklek.  
- Tvådelat har en länk i mitten (alltså delat i två delar). Då bettet bara har en länk, blir den ena delen lite längre än den andra. Tvådelade bett är mycket vanliga. De betraktas som milda men kan vika sig i hästens mun så att länken i mitten trycks upp i gommen.
- Tredelat (kallas även Bristol) har två länkar (alltså delat i tre delar). Ett tredelat bett anses ibland mildare än ett tvådelat eftersom det har fler brytpunkter. Bettet löper mindre risk att klämma hästens tunga eller orsaka obehag genom att vika sig. Tredelade bett är symmetriska.
- Oledat/odelat tränsbett är inte delat men har ofta en svag kurva eller en "tungfrihet". Oledade bett är ofta mildare än delade eftersom de fördelar trycket över större yta i munnen. Oledade bett finns i varianter med fasta och rörliga bettringar.
- D-ringat tränsbett är ett tränsbett med fasta D-formade bettringar. Ett D-ringat bett nyper inte hästen i mungiporna och hindrar också till viss del att bettet rör sig i sidled. D-bett kallas ibland även för "galopp-bett" i Sverige. D-bett finns i både två- och tredelade varianter.
- Löpande ringar
- Eggbett har ovala fasta ringar som minskar risken att hästen blir nypt i mungiporna. Eggbett anses vara ett mycket milt bett och finns i odelade, tvådelade och tredelade varianter.
- Fullcheekbett är baserat på antingen ett eggbett eller D-ringat bett, men har stänger som hindrar bettet från att glida i sidled. Det kallas även för bett med parerstänger i Sverige. Bettet finns i både två- och tredelade varianter. Bett med parerstänger används ofta till hästar som är svårstyrda, på hästar där bettringarna lätt åker in i hästens mun och på unghästar under inridning vilka ska lära sig svängande tygeltag.

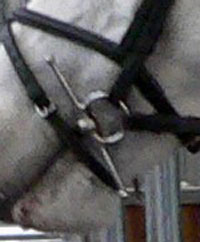
Full-cheekbett (bett med parerstänger)

- Halfcheekbett är en variant på fullcheek som endast har parerstänger under bettringen, dvs. ett "halvt" cheekbett. Bettet minskar risken för att parerstängerna ska fastna i tränsets delar. Bettet finns i odelade, tvådelade och tredelade varianter.
- Bridong kallas ett smalt tränsbett som används tillsammans med en kandarstång. Bridongbettet är smalare än vanliga tränsbett eftersom en häst som rids på kandar ska få plats med två bett i munnen. Bridongbett finns både i två- och tredelade varianter.

### Stångbett
Stångbett är bett som har en hävstångseffekt på hästens mun och därmed är skarpare än tränsbett. Ett stångbett har raka eller böjda skänklar som löper nedåt i linje med hästens mungipor. Man använder ofta (och alltid till kandar) en kindkedja tillsammans med ett stångbett. Kindkedjan går under hästens käke. Inom westernridning används en kindrem istället för en kedja. Ju längre skänklar desto större hävstångseffekt och desto skarpare inverkan. För att undvika att stångbettet ska slå i gomtaket är de flesta stångbett oledade. Det är vanligt att ha "tungfrihet" på stångbett, dvs. en "port" för hästens tunga så att trycket hamnar mer på hästens käke (laner) och mindre på tungan.
- Pelhamstång är ett bett som förenar stång- och bridongeffekten hos de båda betten i ett kandar.  Det kan användas med två tyglar eller ett delta och en tygel.
- Kandarstång används tillsammans med ett bridongbett och en kindkedja på högre nivå i dressyr och bildar tillsammans ett kandar. [1]
- Kimblewick eller jaktkandar har en stor D-formad ring och två mindre hål. Den stora ringen har minimal hävstångseffekt, medan de två mindre hålen har mer.
- Westernstångbett inom westernridningen används ofta stångbett med relativt långa skänklar för att uppnå mycket lätt kontakt mellan hästens mun och ryttarens hand genom hängande tyglar. Här skall hästen vara så lyhörd, lösgjord och följsam att bettets skarpa effekt inte behöver användas.
- Militärbett/kavalleribett  av olika slag har oftast böjda skänklar, oledad mundel med tungfrihet och en mjukt formad kindkedja.
- Postkandar  är ett stångbett främst för körning. Det har raka skänklar med flera olika fästen för tömmarna, så att bettets styrka kan individanpassas.

### Hissbett
Hissbett är lyftande bett. Bettet "hissas" upp i munnen och ger tryck på hästens mungipor och nacke. Nacken är ett känsligt område på hästen. Bakom öronen finns flera ytliga nerver, varför bett som inverkar på nacken anses skarpa.
- Pessoabett är en slags kombination av tränsbett och stångbett. Ett traditionellt pessoabett består av fyra ringar. Den första (mindre) ringen fästes enbart i sidostycket. Den andra ringen har normalstor storlek och är kopplad till bettets mellandel. De två efterföljande ringarna är lika stora som den första. Tyglarna fästes antingen i den andra, tredje eller fjärde ringen, om tygeln fästes i en lägre ring blir hävstångseffekten större och bettets inverkan skarpare. När man har sträckta tyglar roterar mundelen och skapar främst tryck i nacke och mungipor. Pessoabettet är från början ett holländskt körbett, dutch gag på engelska, och kallas pessoabett efter ryttaren Nelson Pessoa som introducerade bettet till Sverige. Pessoabett finns idag även med endast tre ringar (den fjärde ringen saknas). Pessoabett finns i två- och tredelade varianter.

- Gagbett är ett lyftande bett, hissbett. På ett gag löper tränsets sidostycken genom hål i bettringarna, i övrigt ser ett gag ut som ett tränsbett. Tygeln fästes i en ring på sidostyckets nedersta del. När tygeln är sträckt blir trycket på hästens nacke mycket stort.

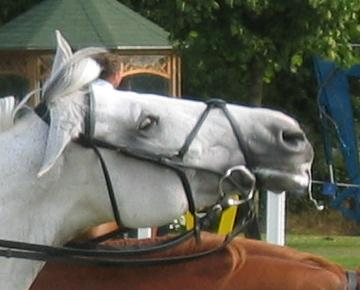
Gagbett (sidostycket går igenom bettet), på denna häst används ytterligare en tygel som är fäst direkt i bettringen

### Kombinationsbett
Kombinationsbett är en slags korsning mellan hackamore och (stång)bett som består av både en bettdel och ett hackamore. Detta ger tryck både på nosen, på lanerna och runt underkäken. Detta bett är ett ganska skarpt bett.

### Andra bett
- Stigbett kan användas för att hindra att hästen stegrar sig då den leds för hand. Det används i första hand på galopphästar i ledvolten samt på hingstar som är svårhanterliga vid betäckning. Det används däremot inte vid ridning. Stigbettet kan skada hästens tunga.
- Tungfelsbett är ett bett som förhindrar att hästen lägger tungan över bettet genom att en platta har placerats på bettet. Plattan ligger ovan tungan och förhindrar att hästen får tungan över bettet. Detta är ett läge man vill undvika eftersom hästen är mindre känslig för inverkan av bettet "direkt" på käkbenet.

## Risker med att använda bett
Att dra eller rycka kraftigt i bettet kan förorsaka hästen allvarliga skador i munnen; t.ex. skador på tungan, lanerna och kindernas insidor. Även ett dåligt tillpassat bett kan skada hästens mun. Slitage och skador på tänderna är vanligt i samband med användning av dåligt tillpassade bett. Munskador kan påverka hästens förmåga att äta.
Alla hästars munnar är inte kompatibla med bett. Vissa hästar har s.k. vargtänder, små, rot- och funktionslösa tänder i överkäken, där det egentligen inte skall finnas tänder. Dessa kan vålla hästen smärta vid ridning eller körning med bett och bör i vissa fall tagas bort.
Om hästen uppför sig illa vid ridning eller körning, kastar med huvudet, går med huvudet för högt eller gapar, kan det bero på obehag från bettet. 

### Tecken på att hästen är tillfreds med bettet
- Hästen öppnar munnen då den "bjuds" på bettet och tar villigt in det i munnen
- Hästen tuggar lätt på bettet alternativt har munnen stilla
- Vid ridning eller körning uppför sig hästen väl och lyssnar till signalerna från bettet
- Hästen tar, vid vissa typer av arbete, lätt stöd på bettet
- Munnen är stängd eller lätt öppen på grund av avslappnad underkäke (skall inte förväxlas med att hästen gapar för att komma undan bettet.)

### Tecken på att hästen inte är tillfreds med bettet
- Hästen gör motstånd vid betsling, genom att knipa igen munnen, höja eller vända bort huvudet, osv.
- Hästen tuggar frenetiskt på bettet
- Hästen visar tecken på rädsla associerad med bettet
- Under träning rör sig hästen spänt, med höjd hals och sänkt rygg
- Hästen försöker komma undan bettets tryck genom att vika in huvudet, kallat att "gå bakom lod/hand", alternativt hänger sig kraftigt på bettet
- Istället för att lyssna till hjälperna som ges via bettet drar hästen tillbaka och gör kraftigt motstånd
- Hästen håller munnen mycket öppen
- Allmänt "dåligt uppförande" i samband med användning av bett

## Bettlösa alternativ
Bettlösa alternativ finns i olika utföranden, dels träns som mer eller mindre ser ut som en grimma där tyglarna skapar tryck antingen ovan nosen eller under käken eller genom en kombination av dessa. Detta togs först fram inom westernridning och kallas för sidepull. 
- "Sidepull" är bra att använda på unghästar som sätter eller fäller tänder, hästar som har skador i munnen eller som ett komplement till ridning på bett.
- Hackamore är ett bettlöst och skarpt alternativ som främst används vid hoppning på hästar som inte trivs eller kan ridas på bett. Hackamore ser ungefär ut som nederdelen av en grimma, en mjuk platta (ofta av läder eller nylon, fodrat med "teddy" eller fårskinn) som verkar på nosryggen, två skänklar i metall som ger hävstångseffekt på sidorna och en kindkedja under käken. Ju längre skänklar desto skarpare inverkan. Det är viktigt att hackamoret placeras tillräckligt högt upp på hästens nosrygg för att inte skada nosbenet. På ponnyhopptävlingar får endast hackamore med korta skänklar (ponnyhackamore) användas. På hästtävlingar får hackamore användas i hoppning, i fälttävlans hopprov och i fälttävlans terrängprov.
- "Bitlessbridle/Cross-Under" ser ut som ett träns utan bett. Det har två remmar som är korsade under hakan och ger tryck på vänster sida om man drar i höger tygel och tvärtom om man drar i vänster tygel. Meningen med de korsade remmarna är att hästen ska ge vika för tryck på t.ex. höger sida och gå åt vänster.

## Galleri

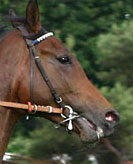
Half-cheekbett
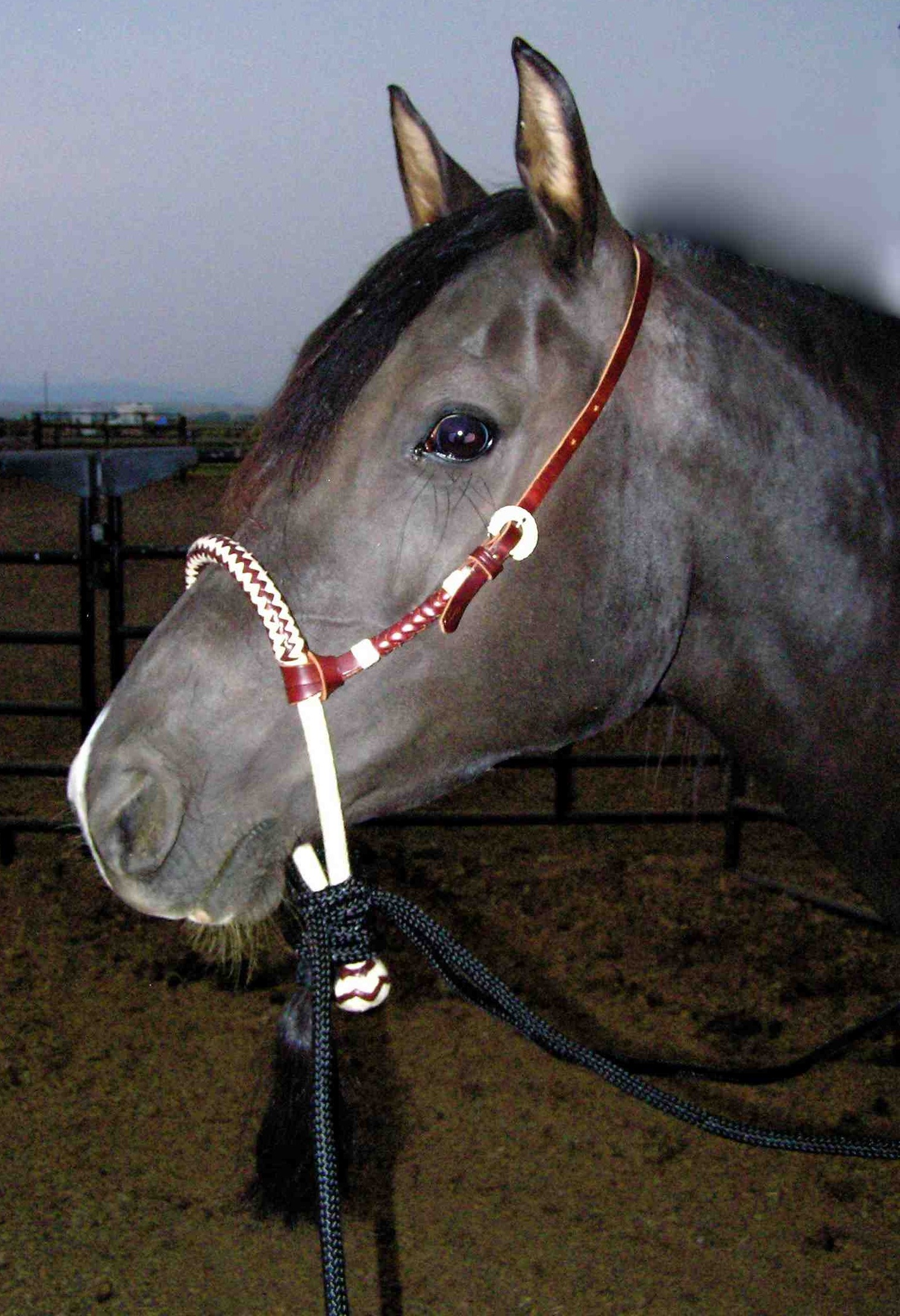
Bettlöst alternativ hämtat från westernsidan
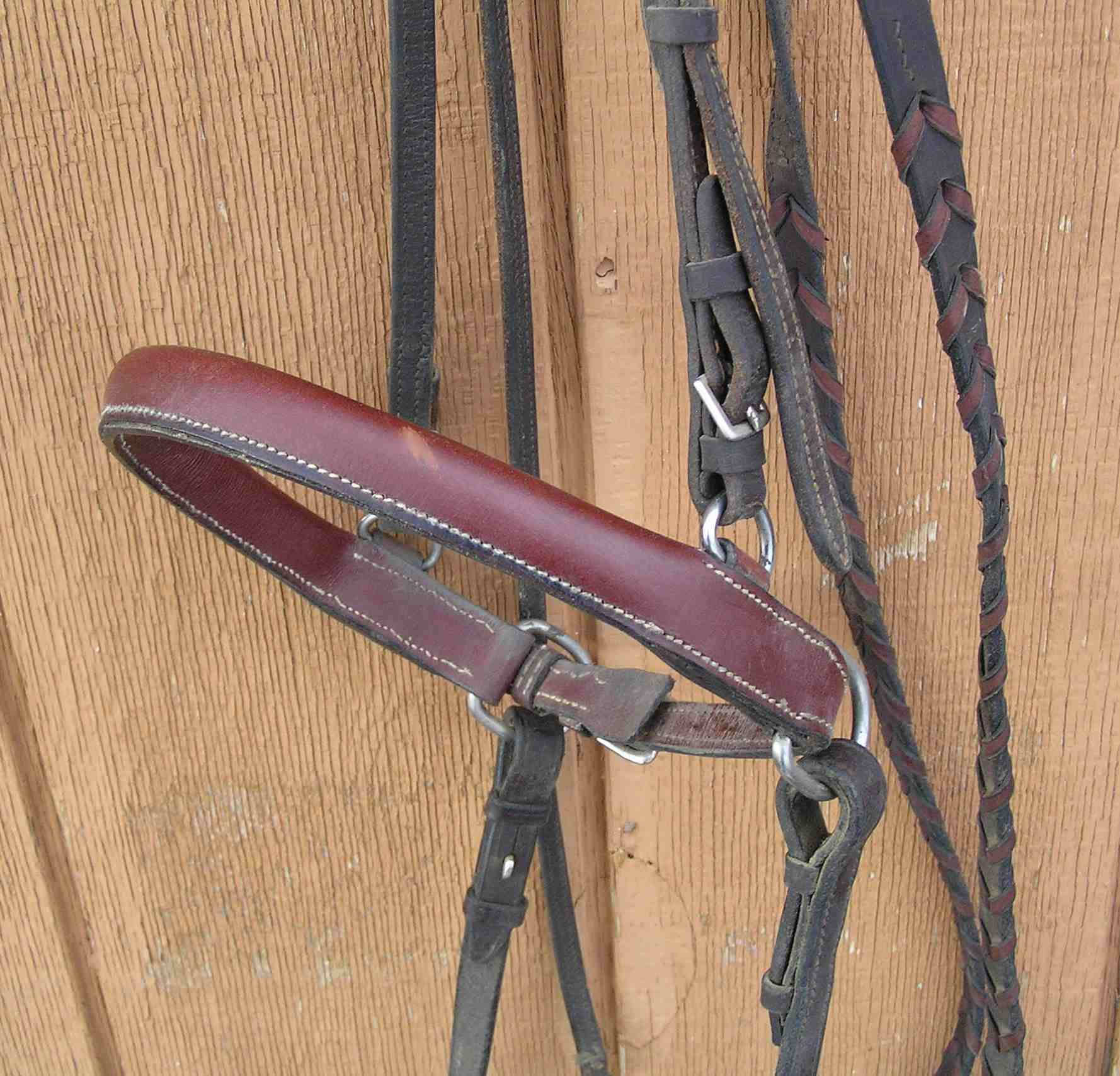
Sidepull (ursprungligen från westernsidan)
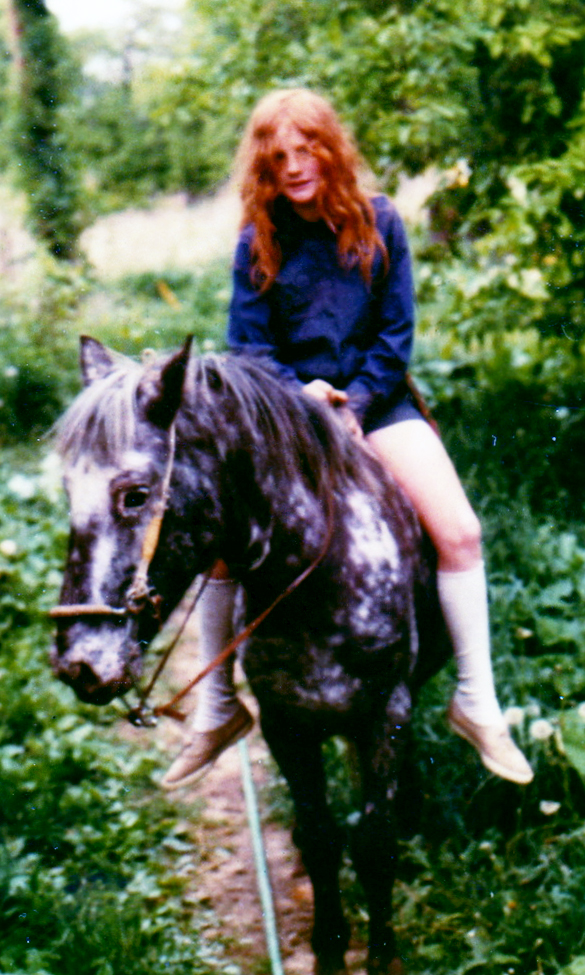
Hackamore (långa skänklar)
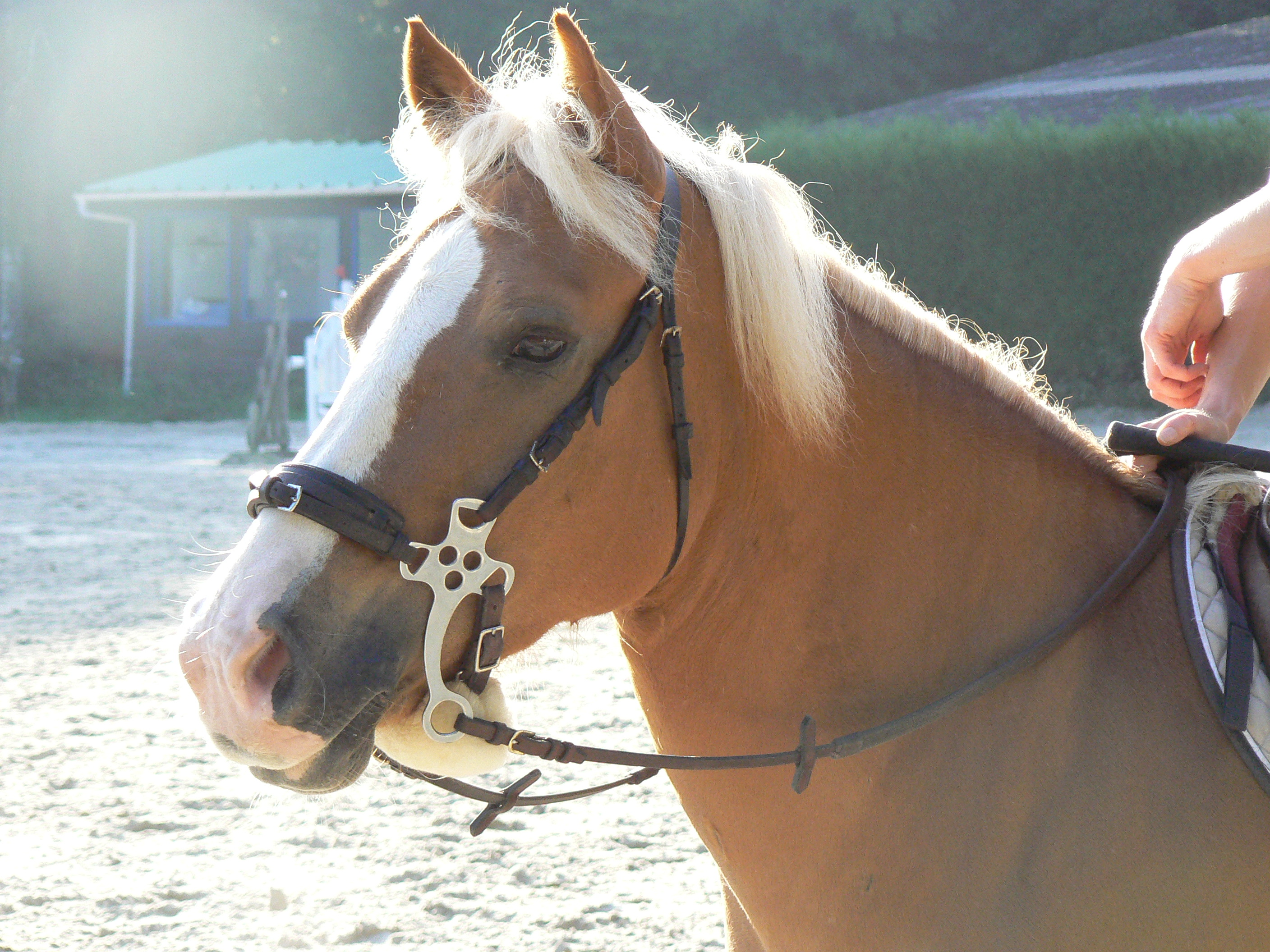
Hackamore (korta skänklar, "ponnyhackamore")
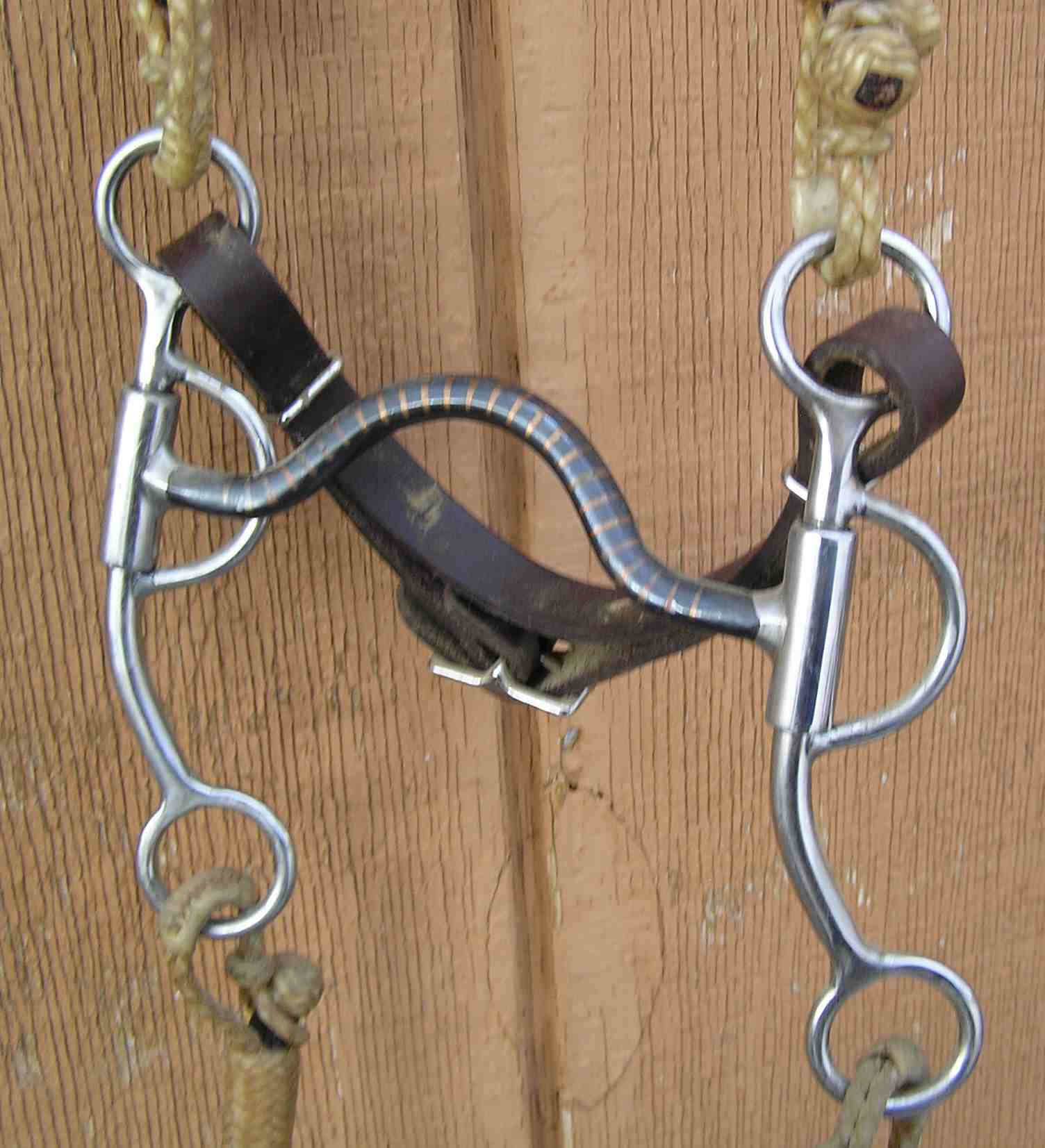
Western stångbett
Tränsbett 1600-tal - Livrustkammaren